# NGC 2010
NGC 2010 (również ESO 56-SC139) – gromada otwarta, znajdująca się w gwiazdozbiorze Góry Stołowej, w Wielkim Obłoku Magellana. Odkrył ją John Herschel 12 listopada 1836 roku.